# Эсергеп, Джелиль
Джелиль Эсергеп (рум. Gelil Eserghep; род. 30 августа 1967, Констанца, Добруджа) — румынский политик татарского происхождения, бывший депутат румынского парламента в мандатах с 2000 по 2004 год и с 2004 по 2008 год от партии «Великая Румыния» (PRM) в Констанце. После ухода из PRM в сентябре 2008 года стал членом Консервативной партии, откуда также ушел, став лидером партии Демократический союз татар-тюрков Румынии (UDTTMR), которую возглавляет и по сей день.